# Сант'Антуоно (Салерно)
Сант'Антуоно је насеље у Италији у округу Салерно, региону Кампанија.
Према процени из 2011. у насељу је живело 181 становника. Насеље се налази на надморској висини од 350 м.